# Mateusz Możdżeń
Mateusz Możdżeń (Varsavia, 14 marzo 1991) è un calciatore polacco, centrocampista del Legia Varsavia II.

## Carriera

### Club
Ha fatto il suo debutto professionale il 18 ottobre 2009 nella vittoria casalinga per 1-0 contro il Wisła Cracovia.
Segna il primo gol in assoluto il 31 ottobre 2010 nella vittoria casalinga per 4-1 contro il Wisła Cracovia.
Il 4 novembre 2010, ha segnato un gol contro il Manchester City nella fase a gironi di Europa League. Il gol è venuto su un lancio lungo al novantaduesimo minuto per il punteggio di 3-1, garantendo in tal modo la vittoria al Lech Poznań.

### Nazionale
Ha giocato nelle nazionali giovanili polacche.

## Palmarès

### Competizioni nazionali
- Campionato polacco: 1

Lech Poznań: 2009-2010